# 竹叶木姜子
竹叶木姜子（学名：Litsea pseudoelongata）为樟科木姜子属下的一个种。